# الا تون
الا تون (انگلیسی: Ella Toone؛ زادهٔ ۲ سپتامبر ۱۹۹۹) بازیکن فوتبال اهل بریتانیا است.
از باشگاه‌هایی که در آن بازی کرده‌است می‌توان به باشگاه فوتبال زنان منچستر سیتی و باشگاه فوتبال زنان منچستر یونایتد اشاره کرد.
وی همچنین در تیم‌های ملی فوتبال England women's national under-17 football team, England women's national under-19 football team, England women's national under-21 football team، زنان انگلستان، و Great Britain women's Olympic football team بازی کرده‌است.